# Karl Jenkins
 (juillet 2025).
Si vous disposez d'ouvrages ou d'articles de référence ou si vous connaissez des sites web de qualité traitant du thème abordé ici, merci de compléter l'article en donnant les références utiles à sa vérifiabilité et en les liant à la section « Notes et références ».
Pour les articles homonymes, voir Jenkins.
Karl William Pamp Jenkins, né le 17 février 1944 sur la péninsule de Gower, est un compositeur et musicien gallois. Il joue du piano et des claviers, en plus de la flûte traversière, du hautbois et du saxophone.
Il rejoint le groupe de Graham Collier avec lequel il enregistre deux albums en 1967 et 1969, puis il joue avec le groupe jazz-rock Nucleus de 1970 à 1972 et grave ainsi avec eux trois albums Elastic Rock en 1970, We'll Talk About It Later et Solar Plexus avec Ian Carr sortis tous les 2 en 1971. Par la suite il rejoint Mike Ratledge et le groupe jazz Soft Machine à partir de 1973 sur l'album Six jusqu'en 1981 sur Land of Cockayne. Son œuvre la plus populaire en tant qu'artiste solo est la pièce intitulée Adiemus, dans le cadre d'un projet éponyme développé pour une publicité de la compagnie aérienne Delta Air Lines. Ainsi que la pièce Benedictus, tirée de son album The Armed Man: A Mass for Peace.

## Biographie

### Jeunesse et éducation
Son père, instituteur, organiste et chef de chœur, lui a donné une première instruction musicale. Il a par la suite étudié à la Goverton Grammar School puis a commencé sa carrière musicale comme hautboïste à l'Orchestre national des jeunes du Pays de Galles. Il a ensuite étudié la musique à l'Université de Cardiff et a commencé des études supérieures à Londres à la Royal Academy of Music, où il a rencontré sa future femme et collaboratrice musicale, Carol Barratt. Il a aussi étudié avec Alun Hoddinott.

### Carrière

#### Jesus Christ Superstar
Karl Jenkins joue du piano sur la toute première version de l'œuvre de Tim Rice et Andrew Lloyd Webber en 1969, Jesus Christ Superstar, avec entre autres musiciens, le batteur John Marshall qu'il côtoiera autant au sein des groupes Nucleus et Soft Machine. On retrouve aussi sur cet album concept de grands noms de la musique rock tels que Ian Gillan au chant dans le rôle de Jésus, Murray Head dans celui de Judas Iscariot, Yvonne Elliman qui interprète Marie-Madeleine, la choriste P. P. Arnold, le claviériste J. Peter Robinson, les guitaristes Neil Hubbard et Henry McCullough, etc.

#### Premiers groupes dejazz
Au début de sa carrière, Jenkins était connu comme un musicien de jazz et de jazz-rock, jouant des saxophones baryton et soprano, du piano acoustique et électrique et du hautbois, un instrument inhabituel dans le jazz. Il rejoint le groupe du compositeur jazz Graham Collier et forme plus tard le groupe jazz-rock Nucleus, qui a remporté le premier prix au Festival de Jazz de Montreux en 1970.

#### Soft Machine
Il rejoint le groupe jazz progressif de Canterbury, Soft Machine en 1972 et dirige leurs ultimes performances en 1984. Le groupe a défié la catégorisation et joué dans des lieux aussi divers que The Proms, Carnegie Hall, et le Newport Jazz Festival. Le premier album sur lequel Jenkins a joué avec Soft Machine, Six, a remporté le prix « Album jazz britannique de l'année » du Melody Maker en 1973. Il a également été lauréat de la catégorie des instruments musicaux divers, ainsi que l'année suivante. Soft Machine a été élu meilleur groupe dans le sondage Melody Maker jazz de 1974. Après que Mike Ratledge l'eut quitté en 1976, Soft Machine ne comprenait plus aucun de ses membres fondateurs, mais a continué l'enregistrement d'un projet de base autour de Jenkins et du batteur John Marshall. Hugh Hopper, ayant remplacé au sein du groupe le bassiste original Kevin Ayers en 1968, impute à la très faible motivation musicale de Jenkins, sa propre décision de quitter. Le groupe de la fin des années 1970 a été décrit par le guitariste, John Etheridge, comme « gaspillant son potentiel ». En novembre 1973, Jenkins et Ratledge ont participé à une performance live en studio de Tubular Bells de Mike Oldfield pour la BBC. À la suite de la séparation du groupe, Jenkins travaillera à plusieurs reprises avec Mike Ratledge sur de nombreux projets, Planet Earth, Plaza et Rollercoaster en plus de réaliser avec lui des albums de jingles pour des publicités Cuts For Commercials Volume 3, ainsi qu'un autre de musique de Noël pour enfants For Christmas, For Children.

#### Publicité
Jenkins a ainsi fait ses preuves dans la création de musique de publicité, remportant deux fois le prix de l'industrie dans ce domaine. Sa pièce la plus célèbre est sans doute le thème classique utilisé par les diamantaires De Beers pour leur campagne de publicité télévisée mettant l'accent sur les bijoux portés par des silhouettes. Jenkins inclut plus tard ce thème comme chanson-titre dans une compilation intitulée Diamond Music, et a finalement créé Palladio, en l'utilisant comme thème du premier mouvement.

#### Adiemus
En tant que compositeur, sa notoriété s'est trouvé grandie avec le projet Adiemus, qui est d'abord né d'une publicité pour la compagnie d'aviation Delta Air Lines en 1994. Il a porté ce projet au Japon, en Allemagne, en Espagne, en Finlande, aux Pays-Bas et en Belgique, ainsi qu'au Royal Albert Hall de Londres et à la Battersea Power Station. L'album Adiemus: Songs of Sanctuary (1995) a atteint le haut des classements. Il a suscité une série d'émules, chacun tournant autour d'un thème central. On peut d'ailleurs entendre la pièce Adiemus durant le film Le Virtuose de 2015 avec Dustin Hoffman et Kathy Bates.
En 2008, Karl retrouve Mike Oldfield et participe à son album Music of the Spheres, il est responsable des orchestrations, à la  direction des cordes et à la production. Il a été le premier compositeur et chef d'orchestre international à diriger le Kingsway Choir à l'université de Johannesbourg administré par Renette Bouwer, lors de sa visite en Afrique du Sud, alors que le chœur interprétait son œuvre The Armed Man: A Mass for Peace avec un orchestre de soixante-dix musiciens et choristes. Il est également coprésident de la société britannique Double Reed.
Son album Motets, sorti le 9 mai 2014 sur Deutsche Grammophon, est constitué de pièces pour chœur, sans aucun instrument de musique pour accompagner le chœur Polyphony dirigé par Stephen Layton. Il s'agit d'une relecture de certaines de ses œuvres les plus reconnues comme The armed man, Adiemus ou Gloria et The Peacemakers mais cette fois dans des versions a cappella, dans une atmosphère de musique religieuse. Son tout dernier album qui date de 2016, Cantata Memoria, a été réalisé en hommage aux victimes (116 enfants et 28 adultes) de la Catastrophe d'Aberfan, le 21 octobre 1966.

## Prix et distinctions
Jenkins est titulaire d'un doctorat en musique de l'université du pays de Galles. Il a été fait à la fois membre et associé de la Royal Academy of Music, et une salle a été baptisée en son honneur. Il a également obtenu des bourses à l'Université de Cardiff, au Royal College of Music & Drama du Pays de Galles, au Trinity College Carmarthen ainsi qu'à la Swansea Metropolitan University, et a été présenté par Classic FM avec le prix Red f pour services rendus à la musique classique. Il a reçu un doctorat honoris causa en musique de l'université de Leicester, la Médaille du Chancelier de l'Université de Glamorgan et class master honoraire à la Thames Valley University, au London College of Music et l'Atrium de Cardiff. Il a été nommé Officier de l'Ordre de l'Empire Britannique (OBE) dans la promotion du Nouvel An 2005, et Commandeur de l'Ordre de l'Empire Britannique (CBE) en 2010.

## Discographie

### Avec Graham Collier
The Graham Collier Septet
- Deep Dark Blue Center (1967) - Karl Jenkins: Saxophone baryton, hautbois. Avec John Marshall à la batterie, futur Soft Machine.

The Graham Collier Sextet
- Down Another Road (1969) - Piano, hautbois. Karl a composé la pièce Lullaby For A Lonely Child, John Marshall à la batterie.

Compilations
- Workpoints (2005) - Karl, saxophone soprano & baryton, hautbois et piano. 2 CD
- Deep Dark Blue Centre / Portraits / The Alternate Mosaics (2008) 2 CD - Avec Alan Wakeman, John Marshall, Harold Beckett, Kenny Wheeler.
- Relook : Graham Collier 1937-2011: A Memorial 75th Birthday Celebration (2012) Avec John Marshall, Nick Evans, Gary Burton, Frank Ricotti, Roy Babbington, Kenny Wheeler, Alan Wakeman etc. - Karl orgue, piano, sax soprano & baryton. 2 CD

### Avec Neil Ardley – Don Rendell – Ian Carr
- Greek Variations & Other Aegean Exercises (1970) - Avec Jack Bruce, Jeff Clyne, Roy Babbington, John Marshall, Barbara Thompson, etc.

### Avec Tim Rice/Andrew Lloyd Weber
- Jesus Christ Superstar - (1970) - Avec John Marshall, Ian Gillan, Murray Head, J. Peter Robinson, Chris Spedding, etc.

### Avec Nucleus
Nucleus
- Elastic Rock (1970) - Chris Spedding à la guitare, John Marshall à la batterie, pochette de Roger Dean.
- We'll Talk About It Later (1971) - Même formation que les 2 premiers, ainsi que Roger Dean pour la pochette de l'album.

Ian Carr with Nucleus
- Solar Plexus (1971) - Même formation + Ian Carr et Kenny Wheeler à la trompette et au bugle.

Compilation
- Direct Hits (1976)
- Elastic Rock / We'll Talk About It Later (1994) 2 CD
- Solar Plexus / Belladonna (2002) 2 CD
- Alleycat / Direct Hits (2004) 2 CD

### AvecElton John
- Tumbleweed Connection (1970) - Hautbois sur la chanson Come Down in Time.

### Avec The Chitinous Ensemble
- Chitinous (1971) - Avec Paul Buckmaster, le groupe Nucleus, Ian Carr, etc.

### Avec Barry Guy/The London Jazz Composers' Orchestra
- Ode (1972) - Karl Saxophone baryton, hautbois. Marc Charig au bugle, Alan Wakeman aux saxophones soprano et ténor, futur Soft Machine et cousin de Rick Wakeman.

### AvecSoft Machine
Albums studio
- Six (1973) - Karl claviers et cuivres, Mike Ratledge claviers, Hugh Hopper basse, John Marshall batterie
- Seven (1973) - Idem sauf que Roy Babbington remplace Hopper à la basse.
- Bundles (1975) - Allan Holdsworth à la guitare. Dernier album avec Ratledge.
- Softs (1976) - Alan Wakeman aux saxophone soprano et ténor. Karl ne joue ici que les claviers.
- Rubber Riff (1976) - À l'origine un album pour les bibliothèques fournissant de "la musique rock moderne comportant des claviers et de la guitare" composée par Karl Jenkins. Réédité comme "Soft Machine" ou "Karl Jenkins's Soft Machine ".
- Land of Cockayne (1981) - Dernier album du Soft Machine : Karl claviers, John Taylor piano électrique Fender Rhodes, Allan Holdsworth et Alan Parker guitares, Jack Bruce basse, Ray Warleigh sax et flûte, Dick Morrissey sax ténor, John Marshall batterie + des choristes.

Album live
- Alive & Well: Recorded in Paris (1978) -Karl claviers, John Etheridge guitare, Steve Cook basse, John Marshall batterie, Rick Sanders violon.
- BBC Radio 1971 - 1974 (2003)
- British Tour '75 (2005)
- Floating World Live (2006) - Enregistré en 1975 à Radio Brennen en Allemagne.
- NDR Jazz Workshop (2010) CD + DVD
- Switzerland 1974 (2015) CD + DVD

Compilations
- Triple Echo (1977) Disponible sous forme de vinyle en album triple. Karl sur les 4 dernières pièces.
- The Untouchable (1990) Double album vinyle.
- As If... (1991) Contient des pièces tirées des albums Third, Fourth, Fifth &  Sixth.
- Softs / Alive And Well (Recorded In Paris) / Bundles (1992) - 3 CD
- The Best Of Soft Machine - The Harvest Years (1995)
- De Wolfe Sessions (2002) - Présenté comme Karl Jenkins' Soft Machine.
- MP3 Collection (2003) - Renferme les albums de Volume One (The Soft Machine) à Rubber Riff  + Bonus: At The Begining, Distribué en Russie exclusivement. https://www.discogs.com/fr/Soft-Machine-MP3-Collection/release/7018262
- Six + Seven (2004) - 2 CD
- Out-Bloody-Rageous An Anthology 1967-1973 (2005) - 2 CD
- Tales Of Taliesin (The EMI Years Anthology 1975-1981) (2010) - 2 CD
- Original Album Classics (2010) - Coffret de 5 CD renferme les albums de Third à Seven.

### Avec Mike Oldfield
- Tubular Bells - BBC 1973 - Enregistré live en studio pour la BBC en novembre 1973 et publié en 1993. Disponible sur le DVD Elements - The Best of Mike Oldfield.
- Music of the spheres (2008) - Karl Jenkins ; orchestrations, direction des cordes et production.

### Avec Planet Earth
- Planet Earth - Avec Mike Ratledge, Tristan Fry, etc. (1978)

### Avec Plaza
- Plaza - Avec Mike Thorne et Mike Ratledge. (1979)

### Avec Rollercoaster
- Wonderin' - Avec Mike Ratledge, Dick Morrisey, Ray Warleigh, etc. (1980)

### Avec Mike Ratledge
- Cuts For Commercials Volume 3 (1981)
- For Christmas, For Children (1981)
- Movement  (2010)
- Some Shufflin' (2010)

### Avec JAR
- Only You/Ballad From An Unmade Movie - Single du Projet Jenkins Aspery Ratledge, JAR (1988)

### Avec Kiri Te Kanawa
- Kiri Sings Karl (2006) - Karl orchestration et production.

### Adiemus
Albums studios
- Adiemus: Songs of Sanctuary (1995) - Avec Mike Ratledge à la programmation des percussions et à la production.
- Adiemus II: Cantata Mundi  (1997)
- Adiemus III: Dances of Time (1998)
- Adiemus IV: The Eternal Knot (2001)
- Adiemus V: Vocalise (2003)
- Adiemus Colores (2013)
- Symphonic Adiemus (2017)

Albums live
- Adiemus Live (2001)

Compilations
- Diamond Music (1996) - Karl Jenkins/The London Philharmonic/The Smith Quartet.
- The Best Of Adiemus - The Journey (1999)
- The Essential Collection (2006)
- The Very Best of Karl Jenkins (2011) - 2 CD
- Adiemus The Collection (2013) - Coffret 6 CD
- Still With The Music (The Album) (2015)
- Voices - Coffret de 8 CD incluant la première de The Healer – A Cantata for St Luke. (2015)

### Bande originale de film
- River Queen - Original Motion Picture Soundtrack (2007)

### Autres œuvres
- Nomination (1976) - Karl Jenkins/Peter Milray
- Topsy Turvy (1986) - Karl Jenkins/Jack Trombey
- Merry Christmas to the World (1995) - Collection de chants traditionnels de Noël orchestrés par Karl Jenkins.
- Palladio (1996)
- Eloise (1997) - Opéra
- Imagined Oceans (1998)
- New Music From Karl Jenkins (1998) - Sampler.
- Harmonia - Le Chant Des Rêves (1998) - Compilation avec aussi Mike Oldfield et Vangelis.
- Dewi Sant (1999)
- The Armed Man: A Mass for Peace - Composée en 1999, créée en 2000, cette œuvre est une messe, commandée par les Armureries royales britanniques à l'occasion de leur millénaire, et est dédiée aux victimes de la guerre du Kosovo. Elle tire son nom d'une pièce du XVe siècle, L'Homme armé dont elle s'inspire. Elle a été jouée près de 3000 fois entre 2000 et 2023, et est jouée environ deux fois par semaine[1].
- Over the Stone (2002) - Concerto pour deux harpes.
- Quirk (2002)
- Crossing the Stone (2003)
- Ave Verum (2004)
- In These Stones Horizons Sing (2004)
- Requiem (2005)
- River Queen (2005) - Bande originale du film River Queen du réalisateur Néo-Zélandais Vincent Ward.
- Tlep (2006)
- This Land of Ours (2007) - Avec Cory Band and Cantorion
- Stabat Mater (2008)
- The Concertos (2008)
- Stella Natalis (2009)
- Gloria / Te Deum (2010) - Avec Hayley Westenra
- The Bards of Wales (2011)
- Motets (2014)
- Cantata Memoria (2016) - En hommage aux victimes (116 enfants et 28 adultes) de la Catastrophe d'Aberfan, le 21 octobre 1966.
- Songs Of Mercy And Redemption  (2019)
- Piano (2019)